# Dyscophus
Dyscophus é um gênero de anfíbios da família Microhylidae. As espécies do gênero também são conhecidas como Sapo tomate, devido a sua semelhança com o fruto. São venenosos e endêmicos de Madagascar.
As seguintes espécies são reconhecidas:
- Dyscophus antongilii Grandidier, 1877
- Dyscophus guineti (Grandidier, 1875)
- Dyscophus insularis Grandidier, 1872

## Galeria

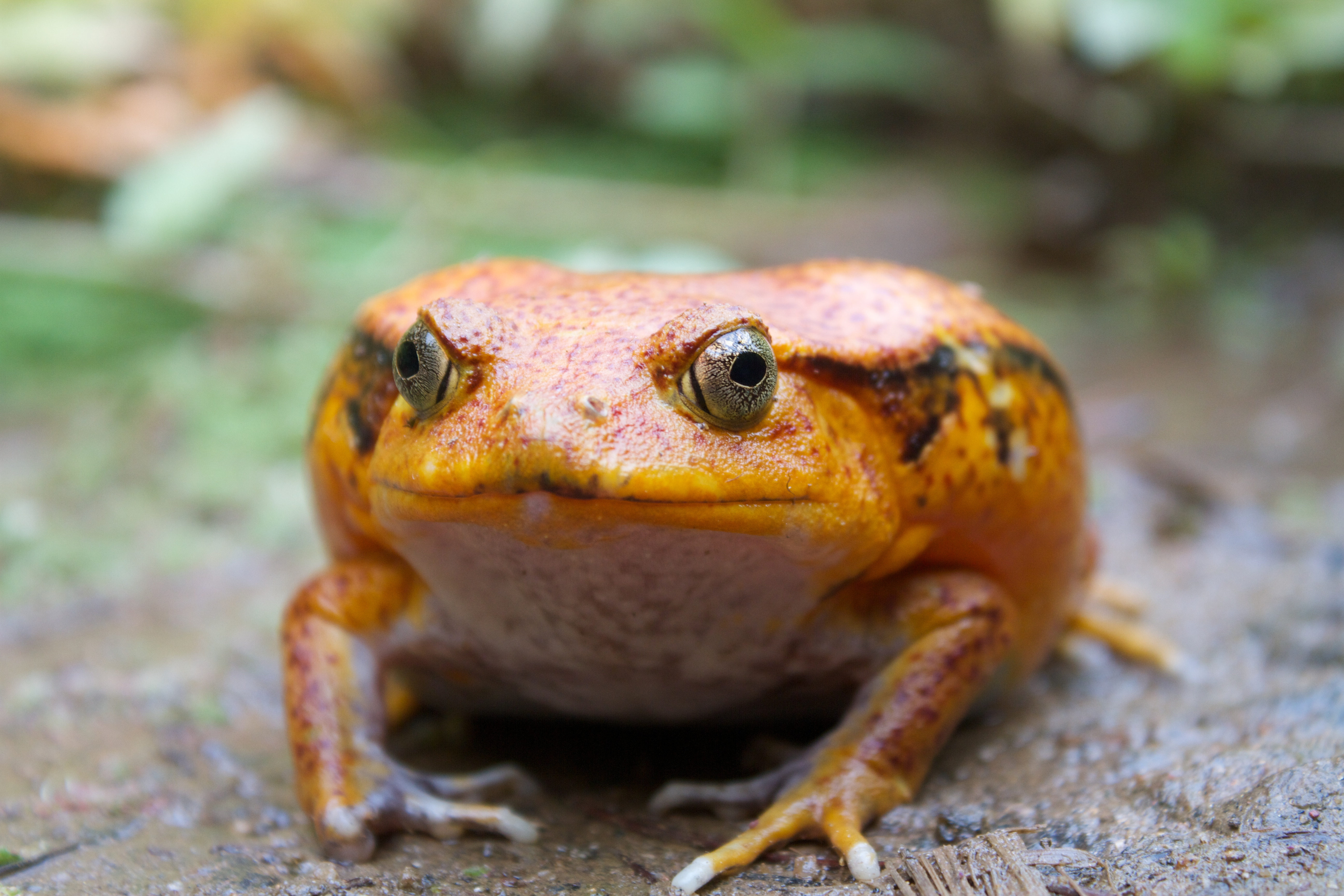
Dyscophus antongilii
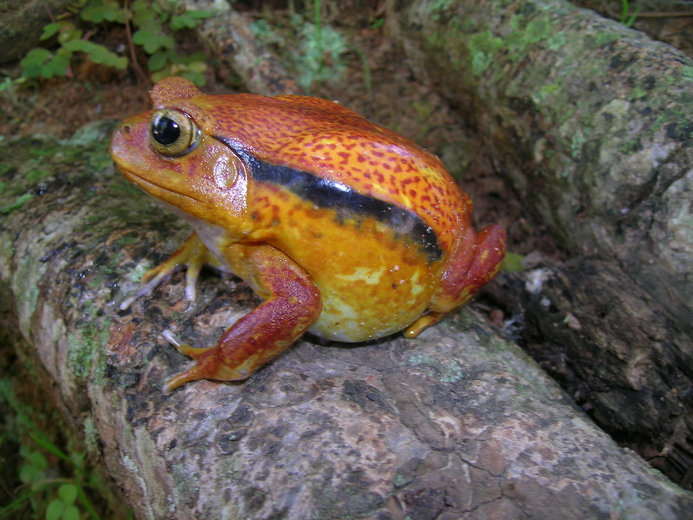
Dyscophus guineti
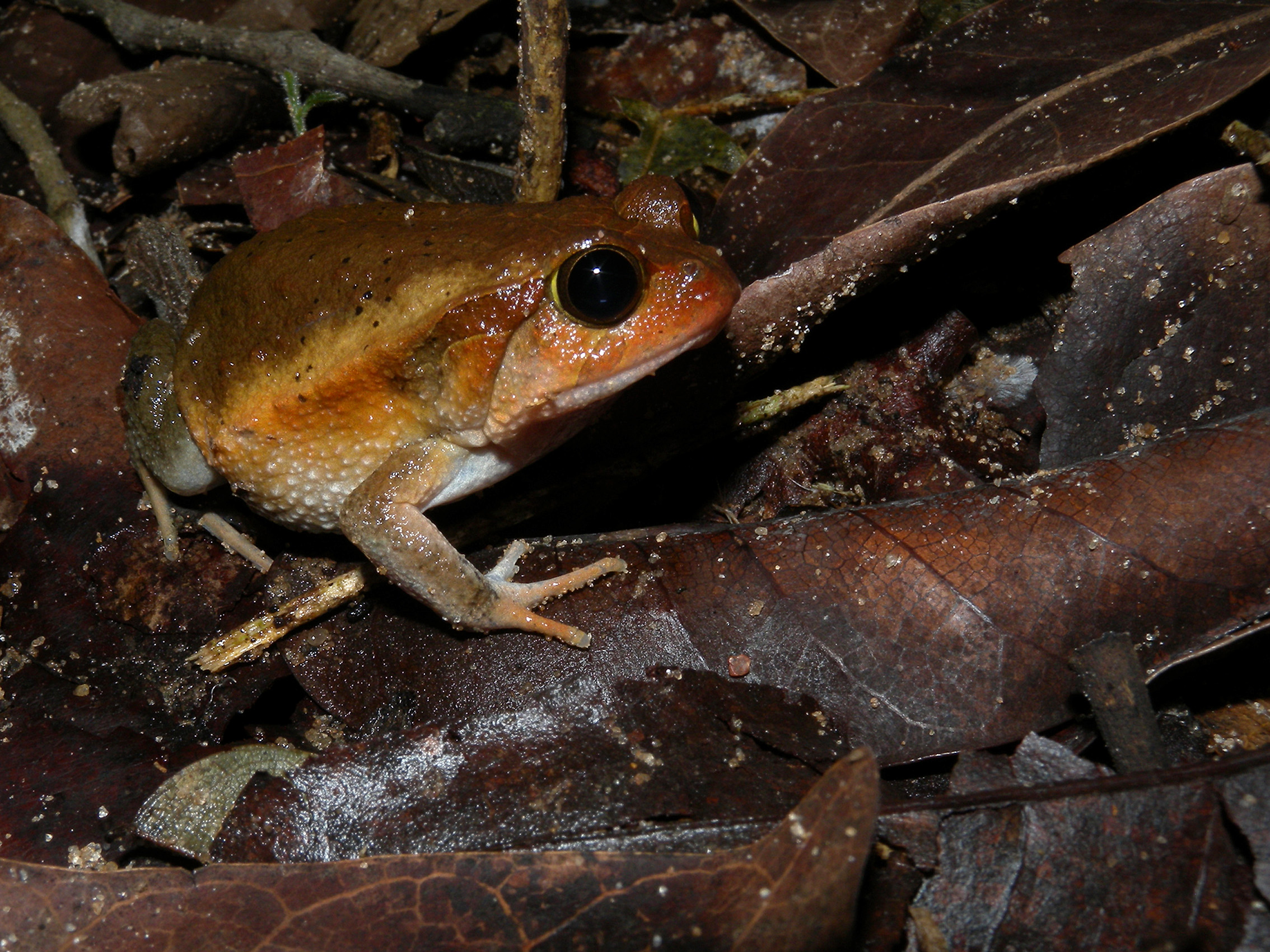
Dyscophus insularis